# 性史 (福柯著)
《性史》（Histoire de la sexualité），或稱《性意識史》，是法国后结构主义哲学家米歇尔·福柯的代表作之一。全书原计划由六卷组成，但作者生前仅完成了前三卷和第四卷的一部分。
《性史》的前三卷于1976至1984年由伽利玛出版社出版。随后，第四卷的前半部也整理完成。

## 歷史
《性史（法文）》為福柯的作品，福柯原本計劃出版六卷，但最終在其生前只出版前三卷。第一卷為《知識的意志》（La volonté de savoir），也是最常被引用的那一卷，是1976年出版的，其主題是最近的兩個世紀中性在權力統治中所起的作用。針對對於弗洛伊德等提出的維多利亞時代的性壓抑，福柯提出置疑，指出性在17世紀並沒有壓抑，相反得到了激勵和支持。社會構建了各種機制（參見：機制設計）去強調和引誘人們談論性。性與權力和話語緊密地結合在了一起。第二卷《愉悅的用法》（L'Usage des plaisirs）和第三卷《關照自我》（Le Souci de soi）是在福柯死前不久於1984年出版的。其主要內容是古希臘人和古羅馬人對性的觀念，關注一種「倫理哲學」。
此外，福柯還基本上寫好了一部第四卷，其內容是基督教統治時期對肉體與性的觀念和對基督教的影響，但因為福柯特別拒絕在他死後出版任何書籍，家人根據他的遺願未出版它的完整版本，但於2018年仍透過出版社出版第四卷（參見：《肉體的供認》）。

## 附註
1. ↑  .   [2018-10-18]. （原始内容存档于2020-09-09）.
2. ↑  Template:Cite web ）